# Son of the South
Son of the South (bra: Filhos do Ódio) é um filme americano de drama biográfico dirigido por Barry Alexander Brown e estrelado por Lucas Till, Lucy Hale, Lex Scott Davis, Julia Ormond, Cedric the Entertainer, Sharonne Lainer, Brian Dennehy e Chaka Forman.
O filme teve sua estreia no American Black Film Festival em 26 de agosto de 2020. No Brasil, foi lançado pela Synapse Distribution em 2021.

## Elenco
- Lucas Till como Bob Zellner
- Lucy Hale como Carol Anne
- Lex Scott Davis como Joanne
- Julia Ormond como Virginia Durr
- Cedric the Entertainer como Ralph Abernathy
- Sharonne Lainer como Rosa Parks
- Brian Dennehy como Grandfather
- Chaka Forman como Jim Forman
- Shamier Anderson como Reggie
- Ludi Lin como Derek Ang
- Jake Abel
- Dexter Darden como John Lewis
- Matt William Knowles como Jim Zwerg
- Byron Herlong como James Zellner
- Onye Eme-Akwari as Charles McDew

## Produção
Em fevereiro de 2019, foi anunciado que Barry Alexander Brown iria dirigir o filme, a partir de um roteiro que ele escreveu, enquanto Colin Bates, Eve Pomerance, Bill Black e Stan Erdreich servirão como produtores no filme, enquanto Spike Lee será produtor executivo. Em abril de 2019, Lucas Till, Lucy Hale, Lex Scott Davis, Julia Ormond, Cedric the Entertainer, Sharonne Lainer, Brian Dennehy, Chaka Forman, Shamier Anderson, Jake Abel, Ludi Lin, Onye Eme-Akwari, Dexter Darden,  e Matt William Knowles se juntaram ao elenco do filme.

### Filmagens
As gravações do filmes começaram em abril de 2019.

## Recepção
No agregador de críticas Rotten Tomatoes, o filme tem uma taxa de aprovação de 61% com base em 18 opiniões da imprensa. No Metacritic, o filme tem uma classificação de 60 em 100, com base em 4 críticos, indicando "críticas mistas ou médias".Tim Cogshell em sua crítica para a FilmWeek (KPCC - NPR Los Angeles) disse que o filme "perde o foco do que era o movimento dos direitos civis." Escrevendo para a Variety, Joe Leydon foi mais elogioso em seu comentário apontando que o filme "apresenta excelentes atuações em todas as áreas e uma evocação vívida de um período tumultuado."